# Velčice
Velčice (deutsch Weltschitz, ungarisch Velséc – bis 1907 Velsic) ist eine Gemeinde in der West-Mitte der Slowakei mit 840 Einwohnern (Stand 31. Dezember 2024), die zum Kreis Okres Zlaté Moravce, einem Teil des Nitriansky kraj, gehört und in der traditionellen Landschaft Tekov liegt.

## Geographie
Die Gemeinde befindet sich im Nordteil des Hügellands Žitavská pahorkatina, einem Teil des slowakischen Donautieflands. Im Norden geht das Hügelland in einen Teil des Gebirges Tribeč über. Velčice wird vom Čerešňový potok durchflossen, der inmitten des Ortes den kleinen Bach Trnava aufnimmt. Der höchste Punkt ist der Berg Veľký Tribeč (830 m n.m.) am Hauptkamm von Tribeč. Das Ortszentrum liegt auf einer Höhe von 224 m n.m. und ist neun Kilometer von Zlaté Moravce entfernt.
Nachbargemeinden sind Nitrianska Streda, Solčany und Práznovce im Norden, Zlatno im Nordosten, Mankovce im Osten, Sľažany im Süden, Ladice im Südwesten, Kostoľany pod Tribečom im Westen und Kovarce im Nordwesten.

## Geschichte
Velčice wurde zum ersten Mal 1232 als Welchez schriftlich erwähnt. 1270 gehörte das Dorf zum Herrschaftsgebiet der Burg Barsch, teilweise den königlichen Hofbeamten. 1386 lag die Ortschaft im Herrschaftsgut der Burg Ghymes, später im Herrschaftsgut von Goldmorawitz. 1534 hatte Velčice insgesamt 12 Porta, 1601 standen 62 Häuser im Ort. 1634 musste das Dorf einen Leinen- und Geldtribut an die Türken leisten. 1715–20 gab es eine Mühle, eine Gaststätte und 46 Haushalte im Dorf, 1828 zählte man 101 Häuser und 681 Einwohner, die als Förster und Landwirte beschäftigt waren. Im 19. Jahrhundert arbeiteten jeweils eine Glashütte und ein Papierwerk im Ort.
Bis 1918 gehörte der im Komitat Bars liegende Ort zum Königreich Ungarn und kam danach zur Tschechoslowakei beziehungsweise heute Slowakei.

## Bevölkerung
| Jahr                | 1994 | 2004    | 2014    | 2024    |
| ------------------- | ---- | ------- | ------- | ------- |
| Anzahl der Personen | 896  | 849     | 829     | 840     |
| Unterschied         |      | −5,24 % | −2,35 % | +1,32 % |

| Jahr                | 2023 | 2024    |
| ------------------- | ---- | ------- |
| Anzahl der Personen | 842  | 840     |
| Unterschied         |      | −0,23 % |

Gemäß der Volkszählung 2011 wohnten in Velčice 826 Einwohner, davon 796 Slowaken, jeweils drei Magyaren und Tschechen sowie jeweils ein Mährer und Pole. 22 Einwohner machten keine Angabe zur Ethnie.
724 Einwohner bekannten sich zur römisch-katholischen Kirche, 11 Einwohner zur Evangelischen Kirche A. B., fünf Einwohner zur Bruderkirche sowie jeweils ein Einwohner zur Bahai-Religion, zur neuapostolischen Kirche und zur reformierten Kirche; sieben Einwohner bekannten sich zu einer anderen Konfession. 32 Einwohner waren konfessionslos und bei 44 Einwohnern wurde die Konfession nicht ermittelt.

## Bauwerke
- römisch-katholische Kirche im Barockstil aus dem Jahr 1719, auf älteren Fundamenten gebaut